# Liste der Präsidenten von Tschechien

Präsidentenstandarte

Dies ist eine Liste der Präsidenten der Tschechischen Republik seit deren Gründung am 1. Januar 1993.
| Präsidenten der Tschechischen Republik            | Präsidenten der Tschechischen Republik | Präsidenten der Tschechischen Republik | Präsidenten der Tschechischen Republik | Präsidenten der Tschechischen Republik | Präsidenten der Tschechischen Republik | Präsidenten der Tschechischen Republik |
| #                                                 | #                                      | Bild                                   | Name                                   | Amtsantritt                            | Amtsaustritt                           | Partei                                 |
| ------------------------------------------------- | -------------------------------------- | -------------------------------------- | -------------------------------------- | -------------------------------------- | -------------------------------------- | -------------------------------------- |
| Amt vakant vom 1. Januar 1993 bis 2. Februar 1993 |                                        |                                        |                                        |                                        |                                        |                                        |
| 1                                                 |                                        | Václav Havel                           | Václav Havel                           | 2. Februar 1993                        | 2. Februar 2003                        | Parteilos                              |
| Amt vakant vom 2. Februar 2003 bis 7. März 2003   |                                        |                                        |                                        |                                        |                                        |                                        |
| 2                                                 |                                        | Václav Klaus                           | Václav Klaus                           | 7. März 2003                           | 7. März 2013                           | ODS                                    |
| 3                                                 |                                        | Miloš Zeman                            | Miloš Zeman                            | 8. März 2013                           | 8. März 2023                           | SPOZ                                   |
| 4                                                 |                                        | Petr Pavel                             | Petr Pavel                             | 9. März 2023                           | amtierend                              | Parteilos                              |